# Csokán Pál (tanító)
Csokán Pál (Hódmezővásárhely, 1877. november 14. – Hódmezővásárhely, 1961. április 23.) tanító, általános iskolai igazgató, műkedvelő történész, régész, író, könyvészeti gyűjtő.

## Életpályája
Kiskunfélegyházán végezte a tanítóképzőt 1905-ben, majd szülővárosában lett állami tanító. 1920-tól a városi népművelési bizottság titkáraként is működött. Néhány versét, karcolatát A Jövendő közölte 1910-ben. 1927-ben Turi Zsuzsi három kalapja címmel novelláskötetet jelentetett meg. Saját régészeti és egyéb kutatásai alapján egyéni véleményt alakított ki a magyarság, különösen pedig Hódmezővásárhely népének eredetével kapcsolatban. Ezt a véleményét fejtette ki Rovások a legősibb magyar város, Hódmezővásárhely múltjáról (1926) és A magyarság keletkezése, származása (1935) című műveiben. Ez utóbbiért az ügyészség perbe fogta, a nemzet megbecsülése elleni vétség címén, a bíróság fogházbüntetésre ítélte, állásából is felfüggesztették. Könyvészeti gyűjtésének eredményét 1940 szeptemberében egyedülálló, országos visszhangot kiváltó kiállításon tárta a város közönsége elé. Itt bemutatta a városban addig működött nyomdák termékeit, s az itt megjelent szak- és szépirodalmi munkák egy-egy példányát.
1936-ban díszoklevelet kapott az Erdélyi Szépmíves Céh "Erdélyi Helikon" társulattól . Aláírók:Gróf Bánffy Miklós, Báró Kemény János, Kós Károly-Kolozsvár.
Felesége Abrasits Irma volt, a Nádasd nemzetségbeli Gersei Pethő család köznemesi ágának leszármazottja (Irma nagyanyja Gersei Pethő Eleonóra, 1836 – 1890). Fia: Professzor Dr. Csokán Pál, (Hódmezővásárhely, 1914. november 21. – Budapest, 1995. március 3.) vegyész, a hazai korrózió-kutatás egyik kiemelkedő alakja.